# Hrabstwo Washtenaw
Hrabstwo Washtenaw (ang. Washtenaw County) – hrabstwo w stanie Michigan w Stanach Zjednoczonych. Obszar całkowity hrabstwa obejmuje powierzchnię 722,52 mil2 (1 871,34 km²). Według danych z 2010 r. hrabstwo miało 344 791 mieszkańców. Hrabstwo powstało w 1826 roku, a jego nazwa pochodzi z języka plemienia Czipejów i jest tłumaczona jako wielka rzeka.

## Sąsiednie hrabstwa
- Hrabstwo Livingston (północ)
- Hrabstwo Oakland (północny wschód)
- Hrabstwo Wayne (wschód)
- Hrabstwo Monroe (południowy wschód)
- Hrabstwo Lenawee (południe)
- Hrabstwo Jackson (zachód)
- Hrabstwo Ingham (północny zachód)

## Miasta
- Ann Arbor
- Chelsea
- Dexter
- Milan
- Saline
- Ypsilanti

## Wioski
- Barton Hills
- Manchester